# Иота (тауншип, Миннесота)
Иота (англ. Eyota) — тауншип в округе Олмстед, Миннесота, США. На 2000 год его население составило 448 человек.

## География
По данным Бюро переписи населения США площадь тауншипа составляет 88,5 км², из которых 88,5 км² занимает суша, водоёмов нет.

## Демография
По данным переписи населения 2000 года здесь находились 448 человек, 165 домохозяйств и 132 семьи.  Плотность населения — 5,1 чел./км².  На территории тауншипа расположена 171 постройка со средней плотностью 1,9 построек на один квадратный километр. Расовый состав населения: 96,65 % белых, 0,45 % азиатов, 1,56 % — других рас США и 1,34 % приходится на две или более других рас. Испанцы или латиноамериканцы любой расы составляли 1,79 % от популяции тауншипа.
Из 165 домохозяйств в 36,4 % воспитывались дети до 18 лет, в 70,3 % проживали супружеские пары, в 5,5 % проживали незамужние женщины и в 20,0 % домохозяйств проживали несемейные люди. 17,0 % домохозяйств состояли из одного человека, при том 6,7 % из — одиноких пожилых людей старше 65 лет. Средний размер домохозяйства — 2,72, а семьи — 2,99 человека.
26,8 % населения — младше 18 лет, 7,6 % — в возрасте от 18 до 24 лет, 26,6 % — от 25 до 44, 27,2 % — от 45 до 64, и 11,8 % — старше 65 лет. Средний возраст — 39 лет. На каждые 100 женщин приходилось 101,8 мужчин.  На каждые 100 женщин старше 18 приходилось 100,0 мужчин.
Средний годовой доход домохозяйства составлял 48 750 долларов, а средний годовой доход семьи —  52 188 долларов. Средний доход мужчин —  30 278  долларов, в то время как у женщин — 28 500. Доход на душу населения составил 22 016 долларов. За чертой бедности не находилась ни одна семья и 0,8 % всего населения тауншипа.